# أنطونيو رادا
أنطونيو رادا (بالإسبانية: Antonio Rada)‏ هو لاعب كرة قدم كولومبي في مركز الوسط، ولد في 13 يونيو 1937 في Sabanalarga, Antioquia ‏ في كولومبيا، وتوفي في 1 يونيو 2014 في بارانكيا في كولومبيا بسبب سرطان. شارك مع منتخب كولومبيا لكرة القدم. أما مع النوادي، فقد لعب مع أتلتيكو جونيور وأتلتيكو ناسيونال وأتليتيكو بوكارامانغا وديبورتيس توليما وديبورتيفو بيريرا.

## وصلات خارجية
- أنطونيو رادا على موقع الاتحاد الدولي (مؤرشف)  (الإنجليزية)
- أنطونيو رادا على موقع قاعدة بيانات كرة القدم.إي يو (الإنجليزية)
- أنطونيو رادا على موقع ناشيونال فوتبول تيمز (الإنجليزية)